# ジャック・ランバート
ジャック・ランバート (John Harold Lambert 1952年7月8日 - ）は、アメリカ合衆国オハイオ州マンチュア出身のアメリカンフットボールの元選手である。ラインバッカーとして、1974年シーズンから1984年シーズンまでピッツバーグ・スティーラーズ一筋でで11年間プレーした。
NFL入り当時は体重が軽く、ミドルラインバッカーとしては小柄だと思われていたが、俊敏性を活かしたプレーでミドルラインバッカーの新しい役割を開拓した。名将チャック・ノールの下で構築され、強力ディフェンスラインが「スティールカーテン（鉄のカーテン）」と呼ばれたスティーラーズの強固なディフェンス陣の一人として活躍した。1970年代に黄金時代を迎えたピッツバーグ・スティーラーズの4度のスーパーボウル制覇に貢献し、9回プロボウルに選出された。
1990年、プロフットボール殿堂入り。
NFL史上最も偉大なミドルラインバッカーの一人と考えられており、100周年記念チームや75年周年記念チームに選出されている。